# Lescun
 Lescun  (en euskera Laskun) es una población y comuna francesa, en la región de Aquitania, departamento de Pirineos Atlánticos, en el distrito de Oloron-Sainte-Marie y cantón de Accous.

## Demografía
| 1 212 | 1 245 | 1 126 | 1 030 | 1 118 | 1 173 | 1 470 | 1 478 | 1 473 | 1 377 | 1 458 | 1 571 | 1 479 | 1 415 | 942 | 1 121 | 1 033 | 960 | 992 | 999 | 838 | 668 | 597 | 601 | 473 | 441 | 380 | 367 | 314 | 276 | 208 | 198 | 203 | 186 |
| Para los censos de 1962 a 1999 la población legal corresponde a la población sin duplicidades (Fuente: INSEE [Consultar]) |       |       |       |       |       |       |       |       |       |       |       |       |       |     |       |       |     |     |     |     |     |     |     |     |     |     |     |     |     |     |     |     |     |

## Economía
La economía principal del municipio es la actividad es la agrícola y ganadera (bovina, ovina)